# Milazzismo
Il termine milazzismo è un neologismo con cui nel gergo politico italiano si indica la convergenza di due schieramenti politici diversi (destra e sinistra) per sconfiggere quello di centro, al fine di far eleggere un determinato candidato o di costituire una maggioranza di governo alternativa. Il termine prende il nome dalla vicenda politica nota come "operazione Milazzo", che a sua volta prende il nome da Silvio Milazzo, che la mise in atto.

## Storia
In Sicilia il 30 ottobre 1958 il deputato regionale Silvio Milazzo della DC venne eletto presidente della Regione siciliana con i voti, all'Assemblea regionale siciliana, dei partiti MSI e PCI, contro il candidato ufficiale del suo partito, Giuseppe La Loggia, indicato dai vertici nazionali della DC, allora guidata da Amintore Fanfani. Silvio Milazzo, esponente dell'autonomismo più esteso, era in contrasto con l'indirizzo fortemente accentratore impresso all'organizzazione della DC da Fanfani, allora anche presidente del Consiglio.

### La prima giunta Milazzo
Alla prima giunta Milazzo parteciparono insieme esponenti del PCI e del MSI, alleati «in nome dei superiori interessi dei siciliani», dissero il segretario regionale del PCI Emanuele Macaluso (che aveva avuto il via libera da Palmiro Togliatti) e il capogruppo all'ARS del MSI Dino Grammatico, con il consenso di Giorgio Almirante.
Silvio Milazzo fu subito espulso dalla DC, dando poi vita con un gruppo di deputati regionali ad un nuovo partito politico, l'Unione Siciliana Cristiano Sociale (USCS). Dino Grammatico nelle sue memorie definì quella prima fase del milazzismo come una "Rivolta siciliana", che non avrebbe più avuto nella seconda fase.

### L'opposizione della Chiesa
La Chiesa cattolica fu fortemente critica con l'operazione e nell'aprile 1959 il Santo Uffizio rinnovò la scomunica ai comunisti estendendola a coloro, come il movimento di Milazzo, che si alleavano con loro e pochi mesi dopo, alla vigilia delle elezioni regionali, l'episcopato siciliano invitò espressamente a non votare per l'USCS.

### Seconda giunta Milazzo e crisi
Milazzo, dopo le elezioni regionali del giugno 1959, dove il suo movimento ottenne 10 deputati all'ARS, il 12 agosto 1959 formò una seconda giunta, in cui però non entrò il MSI, che tornò all'opposizione, insieme alla DC. Questa seconda giunta ebbe un sostegno variegato intorno all'USCS, alle sinistre, ai monarchici, ai vertici di Sicindustria, allora guidata da Domenico La Cavera, che già aveva rotto con Confindustria, fino ad esponenti vicini alla mafia. Gli ideologi in quella fase furono Ludovico Corrao ed il deputato nazionale Francesco Pignatone.
Questo breve secondo mandato alla guida della Regione di Milazzo, entrò in crisi per uno scandalo, con un tentativo di corruzione organizzato da due deputati, uno del PCI (Vincenzo Marraro) ed uno dell'USCS (Ludovico Corrao), denunciato da un deputato della DC, Carmelo Santalco, cui furono promessi 100 milioni per votare a favore della giunta, conversazione che lui registrò. La crisi si concluse nel febbraio 1960, quando un esponente del suo movimento, Benedetto Majorana della Nicchiara, fu convinto dai maggiorenti della DC ad accettare la carica di presidente della Regione, in una maggioranza di democristiani, liberali e monarchici, con l’appoggio esterno del MSI. 
Milazzo nel 1962 si dimise anche da deputato regionale. L'USCS si sciolse dopo le elezioni regionali del 1963, dove non ottenne alcun seggio.